# Patatnik

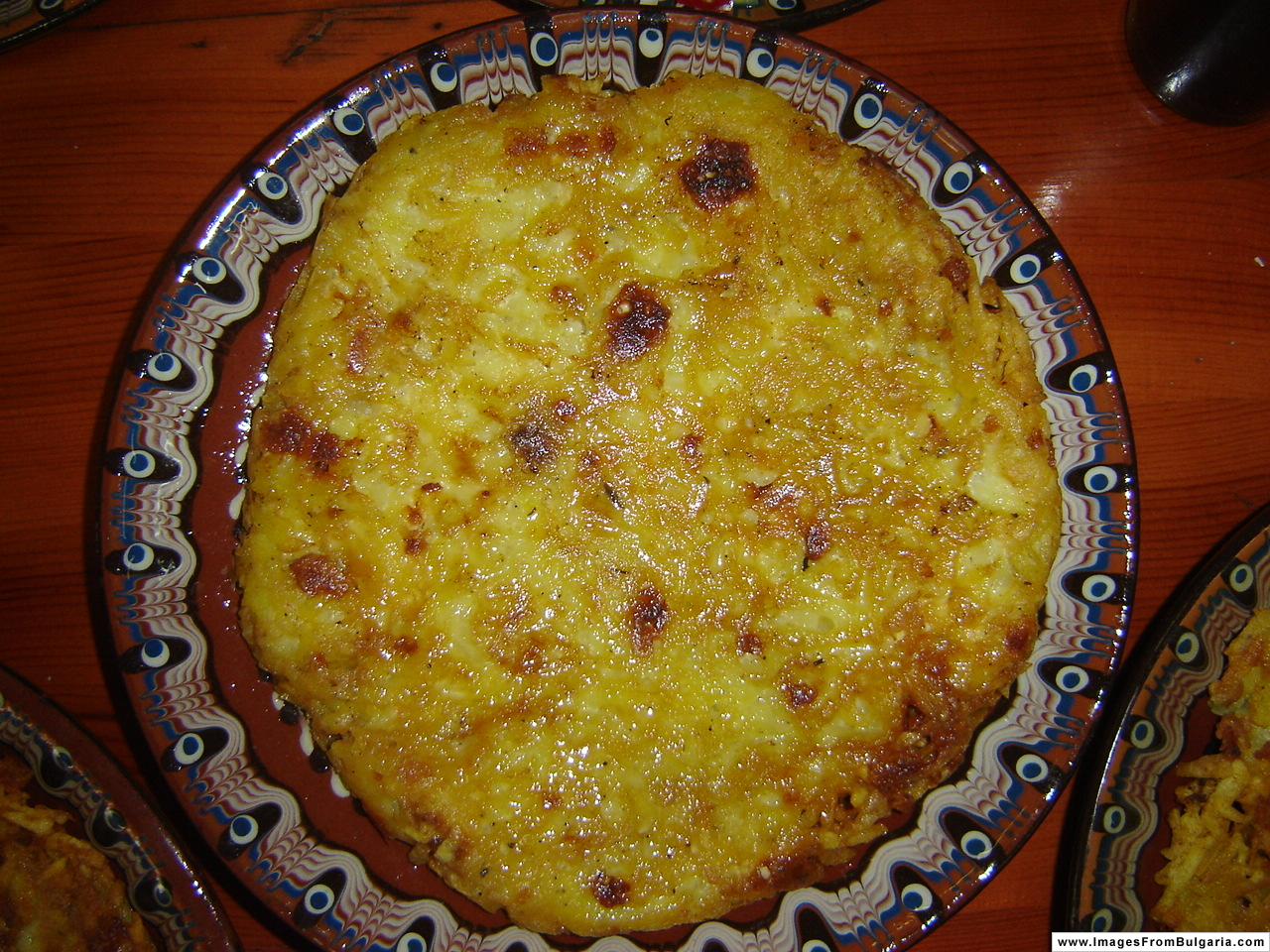
Patatnik.

El patatnik o patetnik (en búlgaro пататник o патетник) es un plato de patata búlgaro característico de las montañas Ródope, al sur del país. Se hace con patata rallada, cebolla, sal y hierbabuena, mezcladas y cocinadas a fuego lento. Puede añadirse carne, sirene (queso blanco) o huevo, y también a veces hisopillo y pimiento.
Las patatas ralladas se escurren y se mezclan con los huevos, la cebolla y el queso. Parte de la mezcla pastosa que se obtiene se estira en dos láminas. Una de ellas se pone en el fondo del plato y debe tener un diámetro mayor que este, de forma que sobresalga un poco. La mezcla restante se condimenta con hisopillo, se vierte sobre esta primera lámina, y se cubre con la otra, cubriendo el borde de cada una al de la otra: a este respecto, se parece a una banitsa. Según algunas recetas, se da la vuelta al patatnik cuando el fondo está bien hecho y se devuelve a la fuente del revés. Según otras, no se hacen láminas, mezclándose los ingredientes hasta obtener una pasta homogénea que se cocina en una fuente honda a fuego lento, dándosele la vuelta tras unos 20 minutos y tapándose hasta que termina de hacerse.
El plato es tradicional en todos los Ródopes y las regiones cercanas, desde Bansko en Pirin, pasando por Smolyan y Zlatograd hasta tan al este como Chernichevo. El nombre procede de la palabra local para ‘patata’, patato o pateto, con el sufijo masculino eslavo –nik. El término es típico de los dialectos rup hablados en los Ródopes, difiriendo tanto del búlgaro estándar kartof (картоф) como del búlgaro occidental kompir (компир). En nedelino el plato se conoce como kashnitsa (кашница).